# Lipovu
Lipovu est une commune roumaine située dans le județ de Dolj.